# コンスタンティノス10世ドゥーカス
コンスタンティノス10世ドゥーカス（ギリシア語：Κωνσταντίνος Ιʹ Δούκας, Kōnstantinos X Dūkas, 1006年 - 1067年5月）は、東ローマ帝国ドゥーカス王朝の初代皇帝（在位：1059年 - 1067年）。アンドロニコス・ドゥーカスの子。中世ギリシア語読みでは「コンスタンディノス10世ドゥカス」となる。

## 生涯
1059年、皇帝イサキオス1世コムネノスが退位した後、元老院議員であったコンスタンティノスが皇帝として即位した。即位後はコンスタンティノス9世モノマコスと同じく、軍事を軽視した。そのため、軍事力が低下し、結果として帝国東方からはセルジューク朝、北方からはペチェネグ、西方からはノルマン人の侵攻を受けて、領土を次々と侵食されていった。また財政難を補うために官職売買制度を導入して官制を乱し、中央政府の地方に対する行政能力を低下させた。この時は元老院議員の数が10,000人を越えたという。
皇后エウドキア・マクレンボリティサとの間に後に皇帝となるミカエル7世ドゥーカスがいるが、エウドキアが再婚したロマノス4世ディオゲネスが皇帝位を継いだ。

## 子女
エウドキア・マクレンボリティサとの間に以下の子女を儲けた。
- ミカエル7世ドゥーカス（1050年頃 - 1090年） - 皇帝（1071年 - 1078年）
- アンドロニコス・ドゥーカス（en）（1057年頃 - 1081年以降） - 共同皇帝（1068年 - 1078年）
- コンスタンティオス・ドゥーカス（en）（1060年 - 1082年） - 共同皇帝（1060年頃 - 1078年）
- アンナ・ドゥーカイナ - 修道女
- テオドラ・ドゥーカイナ（1058年 - 1083年） - ヴェネツィア共和国の元首ドメニコ・セルヴォ（Domenico Selvo）と結婚
- ゾエ・ドゥーカイナ - アレクシオス1世コムネノスの弟アドリアノス・コムネノス（en）と結婚